# 마이 리틀 포니: 이퀘스트리아 걸스 - 엉망진창 봄방학
마이 리틀 포니: 이퀘스트리아 걸스 - 엉망진창 봄방학(영어: My Little Pony: Equestria Girls – Spring Breakdown)는 해즈브로의 마이 리틀 포니: 이퀘스트리아 걸스 토이라인을 기반으로 한 2019 캐나다-미국 플래시 애니메이션 1 시간 TV 스페셜.
스페셜은 2019년 3월 30일 디스커버리 패밀리에서 방영되었다.

## 줄거리
캔터롯 고등학교의 학생들은 봄 방학을 기대하며 유람선을 타고 있다. 사악한 이퀘스트리안 마법과 싸우는 환상을 가진 레인보우 대쉬를 제외하고는 모두 긴장을 풀고 싶어한다.

## 목소리 출연
- 박지윤
- 여민정
- 조현정
- 김율
- 조경이
- 박소라
- 은영선